# Цапари
Ца̀пари (на македонска литературна норма: Цапари) е село в Северна Македония в община Битоля. В 2002 година селото има 493 жители.

## География
Селото е разположено на 15 километра западно от Битоля в северното подножието на планината Баба (Пелистер), в областта Гяваткол, по пътя към Ресен. Цапари е планинско село на надморска височина от 1005 m. От Пелистер извира Цапарската река, която в Цапарското поле се влива в река Шемница.

## История
В местността Манков лък край Цапари се намират останки, които според местното предание са от град, съществувал на това място. Съгласно легендата градът е бил изоставен след чумна епидемия (наричана панукла). На юг от селото се намира така нареченото Кале на Крали Марко.
Легенда за името на селото гласи, че жителите отглеждали много кози, които викали със специфичната дума цап и жителите на околните села започнали да ги наричат цапарци, а селото Цапари.

### В Османската империя
Първото споменаване на Цапари е от 1622 – 1623 година. До началото на XIX век, според предание, селото се е намирало в местността Чифлик, след което се е преместило на сегашното си място. До XX век традиционен поминък на местните жители е правенето на дървени въглища (кюмюрджийство).
В края на XIX век Цапари е голямо чисто българско село. В „Етнография на вилаетите Адрианопол, Монастир и Салоника“, издадена в Константинопол в 1878 година и отразяваща статистиката на населението от 1873 година, Цапаре (Tsaparé) е посочено като село в Ресенска каза с 210 домакинства и 585 жители българи.
В селото функционира българско училище още от 70-те години на XIX век и селото е екзархийско. Според Васил Кънчов („Македония. Етнография и статистика“) селото има 230 къщи с 1420 души жители българи християни. В „Битолско, Преспа и Охридско“ Кънчов пише:
| „ | Селяните са едни от най-събудените по тези места... Къщите са чисти, красиви, покрити с плочи и с широки дворове, пълни с плодовити дървета. | “ |

На Етнографската карта на Битолския вилает на Картографския институт в София от 1901 година Цапари е чисто българско село в Битолската каза на Битолския санджак с 250 къщи.
Жителите на селото участват активно във въоръжената борба на ВМОРО срещу турската власт. Заедно с жителите на Гявато и Смилево Цапари е ядрото на Илинденското въстание в Битолско и селото дава няколкостотин въстаници. Над Цапари се води последната битка в околията. Във въстанието селото дава 96 (всичко 126) убити въстаници, най-много в цяла Македония.
| Списък на жертвите от Цапари през Илинденското въстание | Списък на жертвите от Цапари през Илинденското въстание | Списък на жертвите от Цапари през Илинденското въстание | Списък на жертвите от Цапари през Илинденското въстание | Списък на жертвите от Цапари през Илинденското въстание | Списък на жертвите от Цапари през Илинденското въстание |
| ------------------------------------------------------- | ------------------------------------------------------- | ------------------------------------------------------- | ------------------------------------------------------- | ------------------------------------------------------- | ------------------------------------------------------- |
| 1.                                                      | Саздан К. Сазданов                                      | 44.                                                     | Ташко Трайков                                           |                                                         |                                                         |
| 2.                                                      | Стоил К. Сазданов                                       | 45.                                                     | Коле Трайков                                            | 87.                                                     | Васил Трайков                                           |
| 3.                                                      | Ацко Димев                                              | 46.                                                     | Спиро Шишканов                                          | 88.                                                     | Йонче Създанов                                          |
| 4.                                                      | Трайчо Дилев                                            | 47.                                                     | Стефан Кузев                                            | 89.                                                     | Стойче Миов                                             |
| 5.                                                      | Рисин Дилев                                             | 48.                                                     | Наум Т. Нечаков                                         | 90.                                                     | Щерьо Порков                                            |
| 6.                                                      | Гошо Кашанчето                                          | 49.                                                     | Илия Шепенгиулев                                        | 91.                                                     | Иван Порков                                             |
| 7.                                                      | Станко Кочов                                            | 50.                                                     | Наум Ямандилов                                          | 92.                                                     | Ставре Мукев                                            |
| 8.                                                      | Тодор Булев                                             | 51.                                                     | Стойчо Мицаков                                          | 93.                                                     | Лазар Дурджанов                                         |
| 9.                                                      | Михаил Т. Булев                                         | 52.                                                     | Лазар Дамески                                           | 94.                                                     | Михаил С. Мукев                                         |
| 10.                                                     | Спиро К. Сазданов                                       | 53.                                                     | Митре Дамески                                           | 95.                                                     | Йонко Бъчваров                                          |
| 11.                                                     | Спирейца Танчева                                        | 54.                                                     | Наум Н. Ангелков                                        | 96.                                                     | Христо Порков                                           |
| 12.                                                     | Апостол Зениев                                          | 55.                                                     | Коле Р. Кукулов                                         | 97.                                                     | Спиро Бъчваров                                          |
| 13.                                                     | Темелко Зениев                                          | 56.                                                     | Спиро И. Карафилов                                      | 98.                                                     | Толе Капинков                                           |
| 14.                                                     | Иван Зениев                                             | 57.                                                     | Апостол Тноков                                          | 99.                                                     | Йонче Улавче                                            |
| 15.                                                     | Трайчо Г. Зенгов                                        | 58.                                                     | Иван Симеонов                                           | 100.                                                    | Христо Наумчев                                          |
| 16.                                                     | Симон Г. Трайков – учител                               | 59.                                                     | Вангел Танчев                                           | 101.                                                    | Насе Н. Гечев                                           |
| 17.                                                     | Христо Н. Иванов – шивач                                | 60.                                                     | Коле Танчев                                             | 102.                                                    | Петър Порков                                            |
| 18.                                                     | Христо В. Сазданов                                      | 61.                                                     | Найдо Г. Ичков                                          | 103.                                                    | Васил Керемечев                                         |
| 19.                                                     | Петър Зенгов                                            | 62.                                                     | Тасе Дончев                                             | 104.                                                    | Апостол Дуртанов                                        |
| 20.                                                     | Ване К. Кулулев                                         | 63.                                                     | Ангеле Колин – майстор                                  | 105.                                                    | Петър В. Дупинов                                        |
| 21.                                                     | Ацко Войводата                                          | 64.                                                     | Стойчо Ш. Кръстев                                       | 106.                                                    | Никола Кузев                                            |
| 22.                                                     | Иван Г. Китанов – войвода                               | 65.                                                     | Лазар Ив. Илинкин                                       | 107.                                                    | Иван Илинкев                                            |
| 23.                                                     | Марко Т. Китанов                                        | 66.                                                     | Михаил Гондев                                           | 108.                                                    | Пеша В. Пъркева                                         |
| 24.                                                     | Вангел К. Велов                                         | 67.                                                     | Св. Найдо Абетков                                       | 109.                                                    | Ристена К. Шопова                                       |
| 25.                                                     | Христо Т. Ташков                                        | 68.                                                     | Св. Димитър Петров                                      | 110.                                                    | Стефанка Г. Създанова                                   |
| 26.                                                     | Васил И. Иванов                                         | 69.                                                     | Трайче Г. Пръчков                                       | 111.                                                    | Александра И. Създанова                                 |
| 27.                                                     | Лазар И. Иванов                                         | 70.                                                     | Коле Г. Пръчков                                         | 112.                                                    | Таса К. Менкина                                         |
| 28.                                                     | Иван Иванов                                             | 71.                                                     | Лазар Г. Илков                                          | 113.                                                    | Илия Ив. Създанов                                       |
| 29.                                                     | Марко Ласков                                            | 72.                                                     | Петър Т. Тончев                                         | 114.                                                    | Тодор Д. Настев                                         |
| 30.                                                     | Михаил Дуичинов                                         | 73.                                                     | Ване Т. Дупенов                                         | 115.                                                    | Иван Д. Настев                                          |
| 31.                                                     | Георги Р. Дилев                                         | 74.                                                     | Петър Т. Дупенов                                        | 116.                                                    | Лазар П. Карамфилов                                     |
| 32.                                                     | Петър Р. Дилев                                          | 75.                                                     | Вангел Т. Капинков                                      | 117.                                                    | Симон П. Елинин                                         |
| 33.                                                     | Ташко Р. Дилев                                          | 76.                                                     | Михаил Т. Капинков                                      | 118.                                                    | Никола К. Шопов                                         |
| 34.                                                     | Наум Гиков                                              | 77.                                                     | Наум Г. Дурджанов                                       | 119.                                                    | Наум Д. Куликонов                                       |
| 35.                                                     | Марко Гиков                                             | 78.                                                     | Лазар К. Кукулов                                        | 120.                                                    | Танас Р. Вотичин                                        |
| 36.                                                     | Димитър Лушоков                                         | 79.                                                     | Филип Кукулов                                           | 121.                                                    | Коста Н. Гечев                                          |
| 37.                                                     | Христо Д. Бъчваров                                      | 80.                                                     | Спире Мишев                                             | 122.                                                    | Филип С. Ачев                                           |
| 38.                                                     | Коста Р. Наумчев                                        | 81.                                                     | Симон Трайков                                           | 123.                                                    | Димитър Петков                                          |
| 39.                                                     | Христо С. Ачев                                          | 82.                                                     | Тръпе Станинов                                          | 124.                                                    | Йонко Томов                                             |
| 40.                                                     | Лазар Димит. Станев                                     | 83.                                                     | Ангел Аламантов                                         | 125.                                                    | Анастас Зайков                                          |
| 41.                                                     | Петър Ванев                                             | 84.                                                     | Мице Велов                                              | 126.                                                    | Вангел Д. Стаменов                                      |
| 42.                                                     | Христо Найдов                                           | 85.                                                     | Гошо Велов                                              |                                                         |                                                         |
| 43.                                                     | Наум Трайков                                            | 86.                                                     | Петър Трайков                                           |                                                         |                                                         |

Признателните цапарци изграждат през 1906 година в двора на църквата „Свети Георги“ костница, в която са прибрани костите на загиналите. През 70-те години на XX век те са преместени в центъра на селото, където е построен голям паметник, който стои в герба на Цапари. На задната страна на новия паметник са имената на загиналите в комунистическата съпротива.
По данни на секретаря на екзархията Димитър Мишев („La Macédoine et sa Population Chrétienne“) в 1905 година в Цапари има 1904 българи екзархисти и в селото работи българско училище. Според учителя в селото Н. Василев през 1906 – 1907 година то има 285 къщи и 1600 жители българи. Една от причините за намаляване броя на жителите на Цапари след 1903 година е масовата емиграция в Америка. През 1907 година отвъд Атлантика живеят 162 преселници от Цапари.
При избухването на Балканската война в 1912 година 9 души от Цапари са доброволци в Македоно-одринското опълчение.

### В Сърбия
Цапари силно пострадва и по време на сръбската окупация след началото на Балканската война. На 29 април 1913 година сръбският битолски околийски началник Яня Константинович заедно с офицера член на Църна рука Михайло Михайлович и двама сръбски войводи, 60 стражари и рота войници обсаждат Цапари, събират всички мъже и ги карат да предадат всичкото оръжие, скрито в селото. Селските свещеници и първенци, както и голяма част от селяните са подложени на инквизици и мъчения, при които умира Насе Гечев войвода на Цапарската чета в Илинденското въстание. Първенецът Трайче Ташков, въпреки преклонната си възраст, е пребит от Константинович и Михайлович, и оставен полумъртъв. Преди да напуснат селото, един сръбски офицер казал, че сърбите мразели на първо място българите, после австрийците, а накрая турците. След това сръбските военни започват насилствено да записват цапарчани като доброволци за сръбската армия. Селото изпраща депутация се явява пред руския консул в Битоля да протестира, но той я предава на сръбските власти, които затварят трима цапарчани.

### Първа световна война
При българското управление по време Първата световна война заедно със Сърбци, Цапари образува малката Цапарска община в състава на Битолската селска околия. То има 1704 жители.
По време на българското управление във Вардарска Македония в годините на Втората световна война, Стефан Туджаровски от Битоля е български кмет на Цапари от 17 март 1942 година до 3 септември 1942 година. След това кметове са Кръстю К. Лещаров от Охрид (3 септември 1942 – 20 октомври 1942) и Никола П. Стойков от Вощарани (22 февруари 1942 – 9 септември 1944).

### След Втората световна война
Селото е освободено от сръбската власт през април 1941 година, когато Югославия рухва под ударите на Нацистка Германия. Цапари заедно с цяло Битолско за 3 години до 1944 година влиза в границите на българската държава, след което отово попада в нова комунистическа Югославия. В края на 50-те години огромна част от населението на Цапари – над 2000 души емигрират отвъд океана, предимно в Австралия.
В 1953 година селото има 1809 жители. Селото има фолклорен ансамбъл, хор и различни спортни клубове. В 1961 година жителите му са 1618. Най-много изселници от Цапари има в Битоля, Скопие, Охрид, Прилеп, Европа, САЩ (първият цапарец емигрира в 1895 година), Канада и Австралия (първият цапарец емигрира в 1920 година). Според преброяването от 2002 година селото има 493 жители северномакедонци.
| Националност     | Всичко |
| северномакедонци | 493    |
| албанци          | 0      |
| турци            | 0      |
| роми             | 0      |
| власи            | 0      |
| сърби            | 0      |
| бошняци          | 0      |
| други            | 0      |

До 2004 година Цапари е център на община Цапари.
На Василица, 14 януари, се провежда Цапарският карнавал с маски.

## Българско военно гробище
През Първата световна война Цапари е на фронтовата линия и край селото са погребани 214 български войници и офицери. През 2004 година гробището в Цапари става първото официално признато българско военно гробище на територията на Северна Македония. Седемте паметника на български офицери, погребани в двора на църквата „Свети Георги“ са единствените запазени от хилядите български офицерски паметници на територията на днешна Северна Македония.

## Забележителностти
- Църква „Свети Георги“ от 1888 година;
- Манастир „Света Петка“, чиято църква е осветена през 1847 година
- Църква „Свети Атанасий“[1]

## Личности
Родени в Цапари
- Апостол Гошев Лаков, български революционер от ВМОРО[17]
- Апостол Тале, българин, православен, арестуван преди април 1904 година, обвинен във „включване в българската бунтовническа организация и борба против султанската войска“, осъден от Извънредния съд на 5 години каторга, лежал в Битолския затвор, амнистиран с общата амнистия от 12 април 1904 година[18]
- Апостол Трайков, български революционер от ВМОРО[19]
- Атанас Янко, арестуван през август 1903 година, обвинен в „употреба на оръжие против султанската войска“, осъден на доживотна каторга, заточен в Диарбекир, амнистиран с общата амнистия от 12 април 1904 година[20]
- Борис Кочановски (1923 – 1944), югославски партизанин и деец на комунистическата съпротива във Вардарска Македония.
- Владо Ласковски (1932 – 2007), журналист от Северна Македония
- Георги Кръстев Андонов, македоно-одрински опълченец, четата на Алексо Джорлев[21]
- Георги Симон, арестуван през август 1903 година, обвинен в „даване на укритие на българския комитет“, осъден на 3 години каторга, заточен в Диарбекир, амнистиран с общата амнистия от 12 април 1904 година[22]
- Димитър Грозданов (1867 – 1908), български революционер и духовник
- Димитър Стерьов, български революционер от ВМОРО[19]
- Доне Ристе, арестуван през август 1903 година, обвинен в „употреба на оръжие против султанската войска“, осъден на доживотна каторга, заточен в Диарбекир, амнистиран с общата амнистия от 12 април 1904 година[20]
- Драган Канатларовски (р. 1960), северномакедонски футболист и треньор
- Ефтим Тодоров Стефанов, български революционер от ВМОРО.[19]
- Иван Г. Китанов (Йонче Китин, ? – 1903), български революционер
- Йован Капинков, български революционер от ВМОРО[17]
- Иван Петров Трайков (1880 – след 1943), български революционер, деец на ВМОРО
- Коле Наум, арестуван през август 1903 година, обвинен в „даване на укритие на българския комитет“, осъден на 6 години затвор в крепост, заточен в Диарбекир, амнистиран с общата амнистия от 12 април 1904 година[23]
- Константин Белчев (1873 – 1945), български революционер и държавен деец
- Лазар Гоше, арестуван през август 1903 година, обвинен в „употреба на оръжие против султанската войска“, осъден на доживотна каторга, заточен в Диарбекир, амнистиран с общата амнистия от 12 април 1904 година[20]
- Лазар Димов Сорчев, български революционер от ВМОРО[19]
- Любица Ачевска (р. 1957), северномакедонска дипломатка
- Митре Бачваров, български революционер от ВМОРО[24]
- Митре Връчковски (1921 – 1944), български партизанин
- Митре Йованов Карамфилов, български революционер от ВМОРО[17]
- Митре Наше Коджабашия, арестуван през август 1903 година, обвинен в „даване на укритие на българския комитет“, осъден на 6 години затвор в крепост, заточен в Диарбекир, амнистиран с общата амнистия от 12 април 1904 година[23]
- Митре Петрев Трайков, български революционер от ВМОРО[19]
- Михаил Мукев (1880 – 1919), български революционер
- Михаил Радев, български революционер от ВМОРО, четник на Стефан Димитров[25]
- Михаил Ташко, арестуван през август 1903 година, обвинен в „даване на укритие на българския комитет“, осъден на 6 години затвор в крепост, заточен в Диарбекир, амнистиран с общата амнистия от 12 април 1904 година[23]
- Миял Китин, български революционер от ВМОРО[17]
- Найдо Ставрев (? – 1903), български духовник и революционер
- Насе Гечев (? – 1913), български революционер, войвода на чета по време на Илинденско-Преображенското въстание, убит от сръбските власти на 14 май 1913 година в Битолския затвор[26]
- Наум Бочваров (1880 – след 1946), български революционер от ВМОРО[24]
- Наум Върчков, български революционер от ВМОРО[24]
- Науме Ласков, български революционер от ВМОРО[17]
- Науме Сазданов, български революционер от ВМОРО[19]
- Никола Гиков, български революционер от ВМОРО[27]
- Никола Гошев Китин, български революционер от ВМОРО[17]
- Павел Христов (1874 – 1922), български революционер и държавен деец
- Петре Тале, арестуван през август 1903 година, обвинен в „даване на укритие на българския комитет“, осъден на 6 години затвор в крепост, заточен в Диарбекир, амнистиран с общата амнистия от 12 април 1904 година[23]
- Петър Найдов Ангелков (1882 – ?), български революционер от ВМОРО[24]
- Симеон Котев, български революционер, деец на ВМОРО, убит[28]
- Сотир Христов Кукулов, български революционер от ВМОРО[17]
- Стойче Барбутов, български революционер от ВМОРО[24]
- Тасе Спиров Върчков, български революционер от ВМОРО,[24] според османските документи: българин, православен, арестуван преди април 1904 година,[29] обвинен във „включване в българскта бунтовническа организация и борба срещу султанската войска“, осъден от Извънредния съд на 5 години каторга, лежал в Битолския затвор, амнистиран с общата амнистия от 12 април 1904 година[18]
- Ташко Георгиев Белчев, български революционер от ВМОРО[24]
- Тодор Колев, български революционер, работи като революционен организатор, по време на Илинденско-Преображенското въстание е войвода на чета, ранен в края на въстанието се крие в Битоля[30]
- Трайче Блажев, български революционер от ВМОРО, четник на Евстатий Шкорнов
- Трайче Спасев Петров, български революционер от ВМОРО[31]
- Христо Боримечков, български революционер, през Илинденско-Преображенското въстание в 1903 година е начело на чета, която напада бейската кула в село Ротино[24][32]
- Христо Вельов, деец на ВМОРО
- Христо Зенгов (1881 – ?), деец на ВМОРО
- Христо (Ристе) Мукев, български революционер, войвода на чета през Илинденско-Преображенското въстание в 1903 година, която прекъсва телеграфа по пътя Превалец – Кажани (Бела чешма).[33][34]
- Христо Симов, български революционер, през Илинденско-Преображенското въстание е войвода на четата от Цапари, сражава се с турски аскери при Цапари, Облаково и Гявато.[35]
- Яне Върчов, български революционер от ВМОРО[24]

Починали в Цапари
- Александър Георгиев Цветков, български военен деец, запасен подпоручик, загинал през Първата световна война[36]
- Владимир Иванов Пискюлиев, български военен деец, поручик, загинал през Първата световна война[37]
- Здравко Георгиев Цонов (Цонев), български военен деец, подпоручик, загинал през Първата световна война[38]
- Иван Филипов Илиев, български военен деец, капитан, загинал през Първата световна война[39]
- Иван Живов Димов (Дамянов), български военен деец, капитан, загинал през Първата световна война[40]
- Марин Симеонов Димитров, български военен деец, капитан, загинал през Първата световна война[41]
- Найден Георгиев Живков, български военен деец, поручик, загинал през Първата световна война[42]
- Петър Димитров Пърпов, български военен деец, поручик, загинал през Първата световна война[43]
- Петър Добрев Хубанов, български военен деец, запасен поручик, загинал през Първата световна война[44]
- Цеко (Цено) Ламбрев Витков, български военен деец, подпоручик, загинал през Първата световна война[45]